# Rod Issac
Roderick Devone Issac (Miami, 20 febbraio 1989) è un giocatore di football americano statunitense che gioca nel ruolo di cornerback per i Jacksonville Jaguars della National Football League (NFL). Fu scelto nel corso del quinto giro (147º assoluto) del Draft NFL 2011 dai Jaguars. Al college ha giocato a football alla Middle Tennessee State University.

## Carriera professionistica

### Jacksonville Jaguars
Issac fu scelto nel corso del quinto giro del Draft 2011 dai Jacksonville Jagurars. Fu il più alto giocatore scelto nella storia della Middle Tennessee State University da quando Tyrone Calico fu selezionato dai Tennessee Titans nel secondo giro del Draft NFL 2003. Nella sua stagione da rookie disputò tre partite, nessuna delle quali come titolare.

## Vittorie e premi
Nessuno

## Statistiche
| Partite totali             | 3 |
| Partite totali da titolare | 0 |
| Tackle totali              | 0 |
| Intercetti fatti           | 0 |
| Fumble forzati             | 0 |